# Planaltina, Goiás
Planaltina este un oraș în Goiás (GO), Brazilia.